# Budiwoj
Budiwoj (ur. 2 poł. XI w., zm. 8 sierpnia 1074 lub 1075 w Płoni) – książę obodrzycki, syn Gotszalka.
Budiwoj był najstarszym synem księcia Gotszalka. Po śmierci Gotszalka (1066) wystąpił z pretensjami do tronu, jednak – według relacji Helmolda – wiec zdecydował się poprzeć Kruta. Możni obodrzyccy obawiali się, że Budiwoj będzie się mścił za śmierć ojca. 
Budiwoj nie zrezygnował i korzystając z pomocy saskiego księcia Ordulfa zajął część dziedzictwa. W ten sposób rozpoczął się czas dwuwładzy w księstwie obodrzyckim. 
Krut stopniowo zdobył przewagę i ostatecznie wyparł Budiwoja z ostatnich trzymanych przez niego grodów. Wtedy Budiwoj poprosił o pomoc księcia saskiego Magnusa o zbrojną pomoc, powołując się przy tym na przyjaźń i uległość swoją i swojego ojca wobec Sasów. Magnus wyposażył go w wojsko (600 zbrojnych według Helmolda), sam jednak nie wyruszył na wyprawę. Budiwoj niespodziewanie zajął niebroniony gród Płonie (rok 1074 lub 1075). Według Helmolda była to pułapka, przed którą zresztą ostrzegała Budiwoja pewna Niemka. Zdobywcy zostali otoczeni przez Kruta w grodzie. Zwiadowca saski, który miał zbadać sytuację, został przez Kruta przekupiony, dlatego pomoc, na jaką liczył Budiwoj, nie nadeszła.
W tej sytuacji, namawiany przez swoją drużynę, rozpoczął rozmowy. W wyniku układów Budiwoj i jego wojsko mieli prawo opuścić gród pod warunkiem pozostawienia broni. Potem jednak wyszły na jaw gwałty, jakich dopuścili się ludzie Budiwoja. Pod tym pretekstem niefortunni zdobywcy, a także ich wódz, zostali wybici. 
Jego synem był Przybysław książę Wagrów.
Losy Budiwoja znane są głównie z Kroniki Słowian Helmolda, którego informacje są nieweryfikowalne z powodu braku innych, równie szczegółowych źródeł.

## Budiwoj w kulturze
Seria Crusader Kings - jednym z grywalnych władców w tej serii gier wideo, jest Budiwoj Nakonid, przedstawiony jako hrabia Lubeki.